# Rhopaea heterodactyla
Rhopaea heterodactyla är en skalbaggsart som beskrevs av Ernst Friedrich Germar 1848. Rhopaea heterodactyla ingår i släktet Rhopaea och familjen Melolonthidae. Inga underarter finns listade i Catalogue of Life.